# Svenska mästerskapet i bandy 1922
Svenska mästerskapet i bandy 1922 avgjordes genom att IK Sirius vann mot Västerås SK med 3-2 i finalmatchen på Stockholms stadion den 19 februari 1922.

## Matcher

### Kvartsfinaler
- Linköpings AIK-IF Elfsborg 6-3
- IFK Strängnäs-IF Linnéa 2-3
- IFK Uppsala-Västerås SK 3-6
- AIK-IK Sirius 2-4

### Semifinaler
- IF Linnéa-Västerås SK 3-6
- Linköpings AIK-IK Sirius 0-9

### Final
- 19 februari 1922: IK Sirius-Västerås SK 3-2 (Stockholms stadion)

## Svenska mästarna
Mall:IK Sirius BK 1922